# Богородское кладбище
Богоро́дское кла́дбище расположено в Восточном административном округе города Москвы.
Адрес: 107065, Москва, ул. Краснобогатырская, д. 81

## История
Кладбище основано в 1750 году. Название своё получило от бывшего села Богородское, расположенного на левом берегу реки Яузы. Вошло в черту города Москвы в 1902 году.
На месте погребения первого настоятеля храма Спаса-Преображения в Богородском, протоиерея А. Т. Колычева (1857—1907) построена каменная часовня в стиле модерн.
В настоящее время на Богородском кладбище производятся родственные и семейные (родовые) захоронения.

## Транспорт
От станции метро «Преображенская площадь» до кладбища следуют трамвайные маршруты № 7, 11, 46, остановка «Мосгорсуд».